# Wahlen zum Senat der Vereinigten Staaten 1816 und 1817
Die Wahlen zum Senat der Vereinigten Staaten 1816 und 1817 zum 15. Kongress der Vereinigten Staaten fanden zu verschiedenen Zeitpunkten statt. Die Wahlen fanden parallel zur Präsidentschaftswahl 1816 statt, in der James Monroe zum ersten Mal gewählt wurde. Vor der Verabschiedung des 17. Zusatzartikels wurden die Senatoren nicht direkt gewählt, sondern von den Parlamenten der Bundesstaaten bestimmt.
Zur Wahl standen die 12 Sitze der Senatoren der Klasse II, die 1810 und 1811 für eine Amtszeit von sechs Jahren gewählt worden oder später nachgerückt waren. Zusätzlich fanden für fünf dieser Sitze sowie drei der Klasse I Nachwahlen statt, von denen zwei vakant waren, außerdem wählte Indiana seine ersten beiden Senatoren. Von den beiden vakanten Sitzen ging je einer an die Republikaner und die Föderalisten, das Parlament von Indiana wählte zwei Republikaner, ansonsten änderte sich nichts an der parteipolitischen Zusammensetzung des Senats.
Von den 12 regulär zur Wahl stehenden Sitzen waren neun von Republikanern, die heute meist als Demokraten-Republikaner bezeichnet werden, und drei von Föderalisten besetzt. Zwei republikanische Amtsinhaber wurden wiedergewählt, vier weitere Sitze hielten die Republikaner, einen die Föderalisten. Jeweils zwei Sitze verloren die Föderalisten an die Republikaner und umgekehrt. Einen Sitz verloren die Republikaner zeitweise, da das Parlament in Tennessee erst verspätet wählte, der Amtsinhaber wurde aber vom Gouverneur zu seinem eigenen Nachfolger ernannt und später vom Parlament bestätigt. Einen weiteren Sitz gewannen die Republikaner noch vor der ersten regulären Sitzung des Kongresses durch eine Nachwahl. Damit vergrößerte sich die Mehrheit der Republikaner, die am Ende des 14. Kongresses bei 25 gegen 13 Föderalisten gelegen hatte, auf 26 Republikaner gegen zwölf Föderalisten. Einige Tage nach Beginn der Sitzungsperiode wählte das Parlament von Mississippi zwei Republikaner als erste Senatoren des neuen Staates, so dass diese anschließend 28 Senatoren im Kongress hatten.

## Ergebnisse

### Wahlen während des 14. Kongresses
Die Gewinner dieser Wahlen wurden vor dem 4. März 1817 in den Senat aufgenommen, also während des 14. Kongresses.
| Staat          | Amtierender Senator       | Partei       | Nachwahl   | Datum         | Ergebnis                   | Neuer Senator           |
| -------------- | ------------------------- | ------------ | ---------- | ------------- | -------------------------- | ----------------------- |
| Georgia        | William Wyatt Bibb        | Republikaner | Klasse II  | 13. Nov. 1816 | von Republikanern gehalten | George Troup            |
| Indiana        | neuer Staat               | neuer Staat  | Klasse I   | 8. Nov. 1816  | Zugewinn Republikaner      | James Noble             |
| Indiana        | neuer Staat               | neuer Staat  | Klasse III | 8. Nov. 1816  | Zugewinn Republikaner      | Waller Taylor           |
| Kentucky       | Martin D. Hardin, ernannt | Föderalist   | Klasse II  | 5. Dez. 1816  | bestätigt                  | Martin D. Hardin        |
| Maryland       | vakant                    | vakant       | Klasse I   | 29. Jan. 1816 | Zugewinn Föderalisten      | Robert Goodloe Harper   |
| Maryland       | Robert Goodloe Harper     | Föderalist   | Klasse I   | 20. Dez. 1816 | von Föderalisten gehalten  | Alexander Contee Hanson |
| Massachusetts  | Christopher Gore          | Föderalist   | Klasse I   | 12. Juni 1816 | von Föderalisten gehalten  | Eli P. Ashmun           |
| North Carolina | James Turner              | Republikaner | Klasse II  | 4. Dez. 1816  | von Republikanern gehalten | Montfort Stokes         |
| South Carolina | John Taylor               | Republikaner | Klasse II  | 4. Dez. 1816  | von Republikanern gehalten | William Smith           |
| Virginia       | vakant                    | vakant       | Klasse II  | 3. Jan. 1816  | Zugewinn Republikaner      | Armistead Thomson Mason |

- Republikaner bezeichnet Angehörige der heute meist als Demokratisch-Republikanische Partei oder Jeffersonian Republicans bezeichneten Partei.
- ernannt: Senator wurde vom Gouverneur als Ersatz für einen ausgeschiedenen Senator ernannt, Nachwahl nötig.
- bestätigt: ein als Ersatz für einen ausgeschiedenen Senator ernannter Amtsinhaber wurde bestätigt.

### Wahlen zum 15. Kongress
Die Gewinner dieser Wahlen wurden am 4. März 1817 in den Senat aufgenommen, also bei Zusammentritt des 15. Kongresses. Alle Sitze dieser Senatoren gehören zur Klasse II.
| Staat          | Amtierender Senator     | Partei       | Datum         | Ergebnis                   | Neuer Senator           |
| -------------- | ----------------------- | ------------ | ------------- | -------------------------- | ----------------------- |
| Delaware       | William H. Wells        | Föderalist   | 31. Jan. 1817 | von Föderalisten gehalten  | Nicholas Van Dyke       |
| Georgia        | George Troup            | Republikaner | 13. Nov. 1816 | wiedergewählt              | George Troup            |
| Kentucky       | Martin D. Hardin        | Föderalist   | 10. Dez. 1816 | Zugewinn Republikaner      | John J. Crittenden      |
| Louisiana      | James Brown             | Republikaner | 1817          | von Republikanern gehalten | William C. C. Claiborne |
| Massachusetts  | Joseph Bradley Varnum   | Republikaner | 12. Juni 1816 | Zugewinn Föderalisten      | Harrison G. Otis        |
| New Hampshire  | Thomas W. Thompson      | Föderalist   | 1816          | Zugewinn Republikaner      | David L. Morril         |
| New Jersey     | John Condit             | Republikaner | 23. Jan. 1817 | von Republikanern gehalten | Mahlon Dickerson        |
| North Carolina | James Turner            | Republikaner | 4. Dez. 1816  | von Republikanern gehalten | Montfort Stokes         |
| Rhode Island   | Jeremiah B. Howell      | Republikaner | 21. Juni 1816 | Zugewinn Föderalisten      | James Burrill           |
| South Carolina | William Smith           | Republikaner | 4. Dez. 1816  | wiedergewählt              | William Smith           |
| Tennessee      | John Williams           | Republikaner | Wahl versäumt | Verlust Republikaner       | vakant                  |
| Virginia       | Armistead Thomson Mason | Republikaner | 9. Dez. 1816  | von Republikanern gehalten | John Wayles Eppes       |

- Republikaner bezeichnet Angehörige der heute meist als Demokratisch-Republikanische Partei oder Jeffersonian Republicans bezeichneten Partei.

### Wahlen während des 15. Kongresses
Die Gewinner dieser Wahlen wurden nach dem 4. März 1817 in den Senat aufgenommen, also während des 15. Kongresses.
| Staat         | Amtierender Senator    | Partei       | Nachwahl   | Datum         | Ergebnis                   | Neuer Senator        |
| ------------- | ---------------------- | ------------ | ---------- | ------------- | -------------------------- | -------------------- |
| Mississippi   | neuer Staat            | neuer Staat  | Klasse I   | 10. Dez. 1817 | Zugewinn Republikaner      | Walter Leake         |
| Mississippi   | neuer Staat            | neuer Staat  | Klasse II  | 10. Dez. 1817 | Zugewinn Republikaner      | Thomas Hill Williams |
| New Hampshire | Jeremiah Mason         | Föderalist   | Klasse III | 27. Juni 1817 | Zugewinn Republikaner      | Clement Storer       |
| Tennessee     | John Williams, ernannt | Republikaner | Klasse II  | 2. Okt. 1817  | bestätigt                  | John Williams        |
| Vermont       | Dudley Chase           | Republikaner | Klasse III | 4. Nov. 1817  | von Republikanern gehalten | James Fisk           |

- Republikaner bezeichnet Angehörige der heute meist als Demokratisch-Republikanische Partei oder Jeffersonian Republicans bezeichneten Partei.
- ernannt: Senator wurde vom Gouverneur als Ersatz für einen ausgeschiedenen Senator ernannt, Nachwahl nötig.
- bestätigt: ein als Ersatz für einen ausgeschiedenen Senator ernannter Amtsinhaber wurde bestätigt.

## Einzelstaaten
In allen Staaten wurden die Senatoren durch die Parlamente gewählt, wie durch die Verfassung der Vereinigten Staaten vor der Verabschiedung des 17. Zusatzartikels vorgesehen. Das Wahlverfahren bestimmten die Staaten selbst, es war daher von Staat zu Staat unterschiedlich. Teilweise ergibt sich aus den Quellen nur, wer gewählt wurde, aber nicht wie.
Parteien im modernen Sinne gab es zwar nicht, aber die meisten Politiker der jungen Vereinigten Staaten lassen sich im First Party System der Föderalistischen Partei zuordnen oder der Republikanischen Partei, die zur Unterscheidung von der 1854 gegründeten Grand Old Party meist als Demokratisch-Republikanische Partei oder Jeffersonian Republicans bezeichnet wird.